# An od Hana
Kralj An od Hana (kineski 韩王安) (? – 226. prije nove ere) bio je drevni kralj države Han u drevnoj Kini. An je bilo njegovo osobno ime.
Bio je sin Huanhuija te unuk Xija.
An je 233. prije nove ere poslao Han Feija u Qin kako bi zatražio da postane vazal kralju Qina. Han Fei je pogubljen.
231. prije nove ere An je ponudio Nanyang kralju Qina.
Sljedeće je godine Qin napao Han. An je bio zarobljen i Han je pridružen Qinu.
Nije nam poznato je li An imao djece.